# Рота (присяга)
Ро́та (від прасл. *rota < *u̯rota, що має загальноіндоєвропейське походження) — в судовому процесі княжої Київської Русі договірна присяга, клятва. Початково рота означала спір, битву і мала значення Божого суду, себто судного поєдинку. У значенні присяги рота відома вже в договорах Русі з греками X століття і в «Руській Правді».